# Jerry Z. Muller
Jerry Z. Muller (* 1954) ist ein US-amerikanischer Historiker und emeritierter Professor der Katholischen Universität von Amerika.

## Leben
Muller studierte an der Brandeis University, wo er 1977 seinen Bachelor-Abschluss im Fach Geschichte machte. Danach studierte an der Columbia University. Hier machte er seinen Master-Abschluss, ferner wurde 1984 er ebendort zum Ph.D. promoviert. Seine anschließende akademische Laufbahn verbrachte er ab Herbst 1984 an der Katholischen Universität von Amerika, wo er zunächst Assistant Professor, dann Associate und ab 1996 Ordinary Professor war. Seit 2020 ist Muller dort Emeritus Professor. 
Muller schrieb seine Doktorarbeit bei Fritz Stern. Thema seiner Arbeit war Hans Freyer.
2022 legte Muller eine vielbeachtete Biografie über Jacob Taubes vor, deren Ursprünge in den frühen 2000er Jahren liegen. Taubes selbst hatte er 1980 persönlich in Jerusalem getroffen.

## Schriften (Auswahl)
- The Other God that Failed: Hans Freyer and the Deradicalization of German Conservatism, Princeton University Press, 1987.
- Adam Smith in His Time and Ours: Designing the Decent Society, The Free Press, 1993.
- gemeinsam mit Marion Deshmukh (Hrsg.): Fritz Stern at Seventy: An Appreciation, Washington, German Historical Institute, 1997.
- Conservatism: An Anthology of Social and Political Thought From David Hume to the Present, Princeton University Press 1997.
- The Mind and the Market: Capitalism in Modern European Thought, Knopf 2002.
- Capitalism and the Jews, Princeton University Press 2010.
- The Tyranny of Metrics, Princeton University Press 2018.
- Professor of Apocalypse: The Many Lives of Jacob Taubes. Princeton University Press, Princeton NJ 2022, ISBN 978-0-691-17059-6.
  - deutschsprachige Ausgabe: Professor der Apokalypse. Die vielen Leben des Jacob Taubes. suhrkamp, Berlin 2022, ISBN 978-3-633-54321-2.